# Моджтаба Голеї
Моджтаба Голеї (перс. مجتبی گلیج; нар. 23 січня 1996, Тонкабон, остан Мазендеран) — іранський борець вільного стилю, бронзовий призер чемпіонату світу, чемпіон та срібний призер чемпіонатів Азії, чемпіон Азійських ігор.

## Життєпис
У 2014 році став бронзовим призером чемпіонату Азії серед юніорів. Наступного року став чемпіоном світу серед юніорів. У 2017 та 2019 роках ставав чемпіоном світу серед молоді.

## Спортивні результати на міжнародних змаганнях

### Виступи на Чемпіонатах світу
| Змагання                        | Збірна | Вагова категорія          | Місце  |
| ------------------------------- | ------ | ------------------------- | ------ |
| Чемпіонат світу з боротьби 2018 | Іран   | вільна боротьба, до 97 кг | 24     |
| Чемпіонат світу з боротьби 2021 | Іран   | вільна боротьба, до 97 кг | Бронза |

### Виступи на Чемпіонатах Азії
| Змагання                       | Збірна | Вагова категорія          | Місце  |
| ------------------------------ | ------ | ------------------------- | ------ |
| Чемпіонат Азії з боротьби 2018 | Іран   | вільна боротьба, до 97 кг | Срібло |
| Чемпіонат Азії з боротьби 2020 | Іран   | вільна боротьба, до 97 кг | Золото |

### Виступи на Азійських іграх
| Змагання                        | Збірна | Вагова категорія          | Місце  |
| ------------------------------- | ------ | ------------------------- | ------ |
| Азійські ігри в приміщенні 2017 | Іран   | вільна боротьба, до 97 кг | Золото |

### Виступи на інших змаганнях
| Змагання                                 | Збірна | Вагова категорія                  | Місце  |
| ---------------------------------------- | ------ | --------------------------------- | ------ |
| Турнір Олександра Медведя 2015           | Іран   | вільна боротьба, до 86 кг         | 8      |
| Клубний чемпіонат світу з боротьби 2015  | США    | команда                           | Срібло |
| Кубок Тахті 2016                         | Іран   | вільна боротьба, до 86 кг         | Бронза |
| Beat the Streets 2016                    | Іран   | Multiple Style Event, до JLL84 кг | Золото |
| Золотий Гран-прі з боротьби 2016         | Іран   | вільна боротьба, до 86 кг         | Бронза |
| Кубок Тахті 2017                         | Іран   | команда                           | 4      |
| Турнір Г. Картозія і В. Балавадзе 2017   | Іран   | вільна боротьба, до 97 кг         | Золото |
| Клубний чемпіонат світу з боротьби 2017  | Іран   | команда                           | 8      |
| Турнір Ібрагіма Мустафи 2018             | Іран   | вільна боротьба, до 97 кг         | Срібло |
| Клубний чемпіонат світу з боротьби 2019  | Іран   | команда                           | Срібло |
| Кубок Тахті 2020                         | Іран   | вільна боротьба, до 97 кг         | Золото |
| Кубок Тахті 2020                         | Іран   | греко-римська боротьба, до 97 кг  | Золото |
| Турнір Дана Колова — Николи Петрова 2021 | Іран   | вільна боротьба, до 97 кг         | Золото |
| Турнір Алі Алієва 2021                   | Іран   | вільна боротьба, до 97 кг         | Бронза |

### Виступи на змаганнях молодших вікових груп
| Змагання                                      | Збірна | Вагова категорія          | Місце  |
| --------------------------------------------- | ------ | ------------------------- | ------ |
| Чемпіонат Азії з боротьби серед юніорів 2014  | Іран   | вільна боротьба, до 84 кг | Бронза |
| Чемпіонат світу з боротьби серед юніорів 2015 | Іран   | вільна боротьба, до 84 кг | Золото |
| Чемпіонат світу з боротьби серед молоді 2017  | Іран   | вільна боротьба, до 97 кг | Золото |
| Чемпіонат світу з боротьби серед молоді 2019  | Іран   | вільна боротьба, до 97 кг | Золото |